# (897) Lysistrata
(897) Lysistrata ist ein Asteroid des Hauptgürtels, der am 3. August 1918 vom deutschen Astronomen Max Wolf in Heidelberg entdeckt wurde.
Der Asteroid wurde nach der Anti-Kriegs Komödie Lysistrata des griechischen Dichters Aristophanes benannt.